# Ю Хын Сик, Лазарус
Лазарус Ю Хын Сик (кор. 유흥식; род. 17 ноября 1951, Нонсан, Республика Корея) — корейский прелат. Коадъютор, с правом наследования, епархии Тэджона с 9 июля 2003 по 1 апреля 2005. Епископ Тэджона с 1 апреля 2005 по 11 июня 2021. Архиепископ ad personam с 11 июня 2021. Префект Дикастерии по делам духовенства с 11 июня 2021. Кардинал-дьякон с титулярной диаконией Джезу-Буон-Пасторе-алла-Монтальола с 27 августа 2022.

## Ранние годы, образование и священство
Лазарус Ю Хын Сик родился 17 ноября 1951 года в Нонсане, Южный Чхунчхон, Южная Корея. Он был крещён католиком в возрасте шестнадцати лет. Сначала он учился в Сеуле в Католическом университете Кореи, а затем в Риме, где получил степень по догматическому богословию в Папском Латеранском университете. Рукоположён в священники 9 декабря 1979 года.
В его обязанности входила работа помощником священника при епархиальном соборе, директором дома для реколлекций и директором образовательного центра. С 1994 года он работал духовным наставником и профессором Католического университета Тэджона и он был его президентом с 1998 по 2003 год. Он был связан с движением Фоколяры и посещал международные собрания епископов, которые продвигали это движение.

## Епископ
9 июля 2003 года Папа Иоанн Павел II назначил его епископом—коадъютором Тэджонской епархии. Он получил свою епископскую хиротонию 19 августа 2003 года от епископа Тэджона Иосифа Кён Кап Рёна. Он стал епископом после отставки Кёна 1 апреля 2005 года.
29 мая 2007 года Папа Бенедикт XVI назначил его членом Папского совета Cor Unum.
Будучи епископом Тэджона, он возглавлял несколько комитетов Корейской конференции католических епископов, в том числе по вопросам мигрантов, молодёжного служения и продвижения дела корейских мучеников. Во время службы в качестве главы Каритас Кореи, с 2004 года по 2008 год, Ю Хын Сик посещал Пхеньян четыре раза.
В 2014 году его епархия принимала Папу Франциска, который отслужил мессу на стадионе Кубка мира в Тэджоне, принял участие в Дне азиатской молодёжи и встретился с азиатскими епископами. Он участвовал в Синоде епископов по вопросам молодёжи и рассудительности в 2018 году по назначению Папы. Он описал положение молодых людей в Корее: «С детства они растут в высоко конкурентном обществе. Конкуренция мешает братским отношениям, она отбрасывает дружбу и питает одиночество». Он воспользовался синодом, чтобы встретиться с двумя участвующими епископами из Китая. Он выразил надежду на мир на Корейском полуострове и представил себе возможный визит Папы в Северную Корею, но предупредил, что это потребует обширных приготовлений, «начиная с вопроса о религиозной свободе и присутствии священников». 14 октября 2020 года он стал секретарём Конференции католических епископов Республики Кореи.

## Префект Конгрегации
11 июня 2021 года Папа Франциск назначил архиепископа Ю Хын Сика преемником кардинала Беньямино Стеллы на посту префекта Конгрегации по делам духовенства, при этом дата его вступления в должность не указана. Ему был присвоен личный титул архиепископа наряду с титулом епископа-эмерита Тэджона. Ю Хын Сик планирует переехать в Рим в июле и занять свой новый пост в августе.

## Разное
Ю Хын Сик — первый кореец назначенный главой дикастерии Римской курии.
Епископский девиз Lux Mundi
(Света мира)
— Евангелие от Иоанна 8:12

## Кардинал
29 мая 2022 года папа римский Франциск объявил, что 21 прелат будут возведены в достоинство кардиналов на консистории от 27 августа 2022 года, среди которых было названо имя и архиепископа Лазаруса Ю Хын Сика.
27 августа 2022 года состоялась консистория на которой Лазарус Ю Хын Сик получил кардинальскую шапку, кардинальский перстень и титулярную диаконию Джезу-Буон-Пасторе-алла-Монтальола.